# 環境減災衛星
環境減災衛星（中: 环境减灾卫星、英: Huanjing satellite, HJ）は、中華人民共和国の中国資源衛星応用センター（CRESDA）が運用する災害・環境監視を目的とした小型地球観測衛星シリーズ。

## 概要
中国はHJ-1において3機構成のコンステレーション運用を計画しており、2008年にはHJ-1AとHJ-1Bが同時に、2012年にはHJ-1Cが打ち上げられた。災害、生態系破壊、環境汚染の進行などを観測し、災害発生の減少や発生後の対応などに活用される。それぞれの衛星には可視光センサ、赤外線センサ、マルチスペクトルセンサ、合成開口レーダーが搭載される。

## 環境1号
HJ-1AとHJ-1Bは2008年9月6日、長征2号Cによって太原衛星発射センターから打上げられ、約51分後に両衛星は太陽同期軌道に投入された。開発は中国航天科技集団公司所属の東方紅衛星公司が担当しており、衛星バスにはCAST968Bを採用している。HJ-1A、HJ-1Bともに共通に4バンドマルチのCCDカメラを搭載し、その他にHJ-1Aにはハイパースペクトルセンサ、HJ-1Bには赤外線センサを搭載している。
3号機となるHJ-1Cは2012年11月19日に打ち上げられた。合成開口レーダーを搭載している。
| 名称        | 略称  | 打上げ日   | ロケット  | 打上げ場所 | 運用状態 | 備考                   |
| ----------- | ----- | ---------- | --------- | ---------- | -------- | ---------------------- |
| 環境一号A星 | HJ-1A | 2008-09-06 | 長征2号丙 | 太原       |          | A星とB星は同時打ち上げ |
| 環境一号B星 | HJ-1B | 2008-09-06 | 長征2号丙 | 太原       |          | A星とB星は同時打ち上げ |
| 環境一号C星 | HJ-1C | 2012-11-19 | 長征2号丙 | 太原       |          |                        |
| 環境二号A星 | HJ-2A | 2020-09-27 | 長征4号乙 | 太原       |          | A星とB星は同時打ち上げ |
| 環境二号B星 | HJ-2B | 2020-09-27 | 長征4号乙 | 太原       |          | A星とB星は同時打ち上げ |
| 環境二号E星 | HJ-2E | 2022-10-12 | 長征2号丙 | 太原       |          |                        |